# Wharehine (rivière)
La rivière Wharehine  (anglais : Wharehine River ) est un cours d'eau de l’Île du Nord de la Nouvelle-Zélande. Localisé à l’ouest de la ville de Wellsford, c’est un affluent de la rivière Oruawharo.